# Pequot

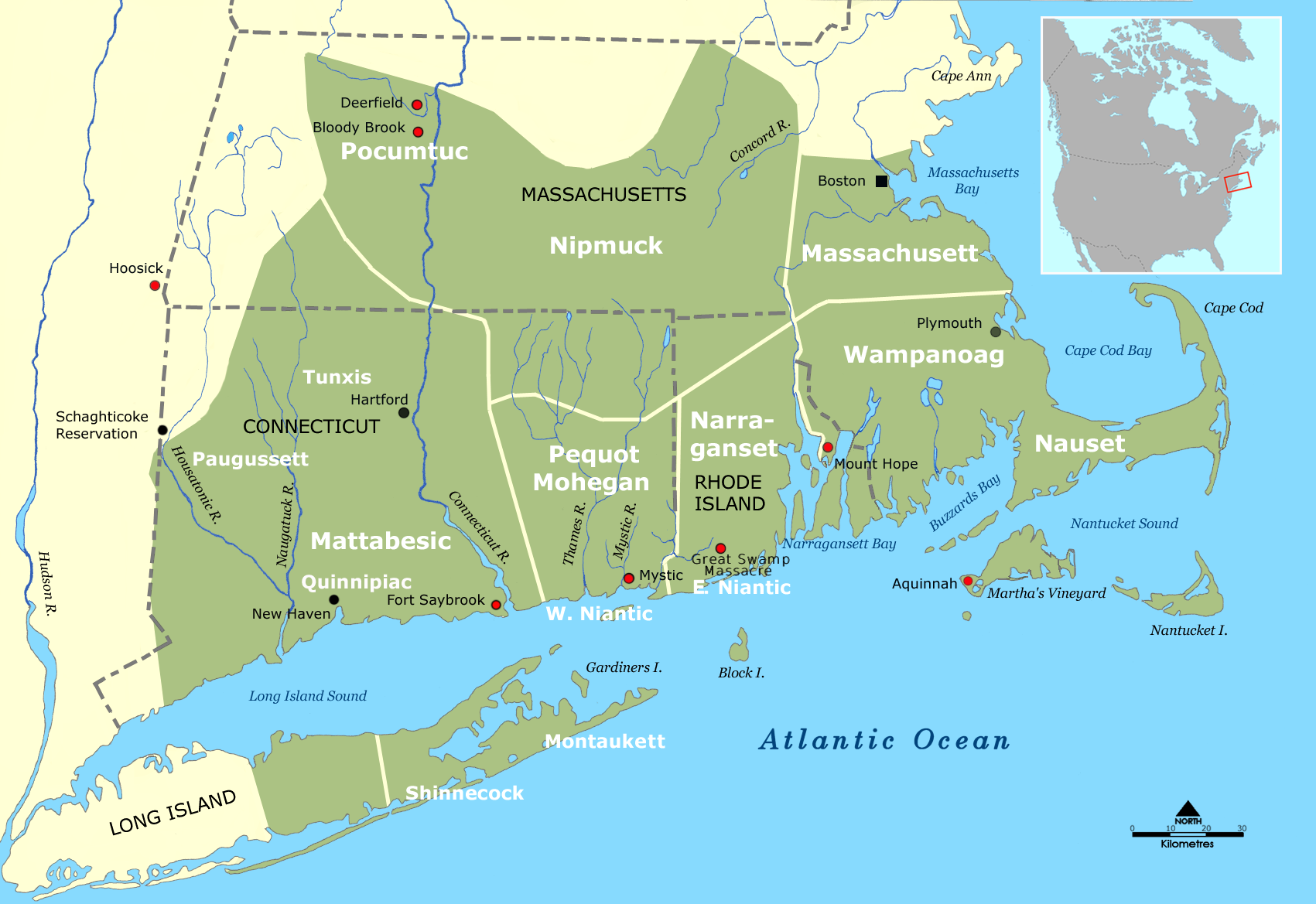
Pequot och andra indianska nationerns traditionella bosättningsområde i södra New England.

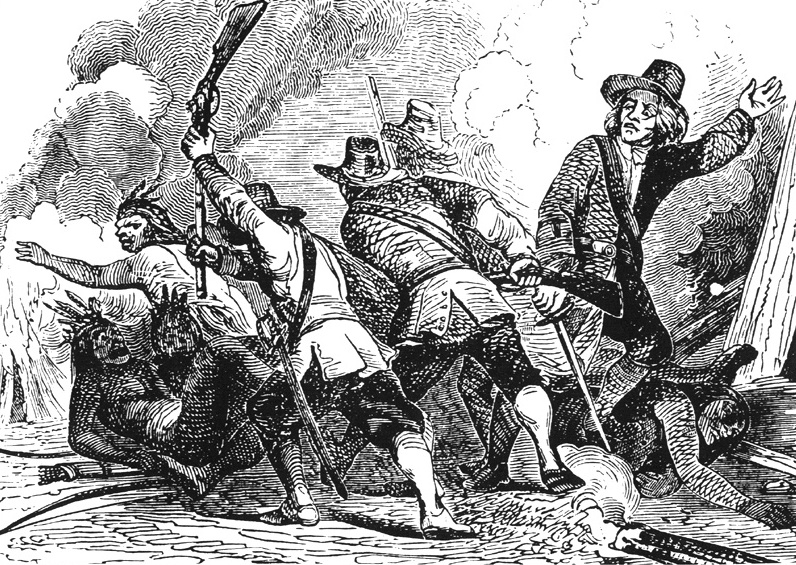
Kopparstick som avbildar Pequotkriget på 1600-talet.

Pequoterna var den indianstam som under 1600-talet nästan blev utplånade av engelsmännen, moheganerna och narragansetterna. Nu lever runt 25 pequoter i ett litet reservat i Connecticut.

## Historia

### ??-1600
Pequotstammen kallades från början för Moheganer, men när Sassacus blev hövding så började de införliva ett antal grannstammar genom räder och dylikt. De gick också hårt åt grannstammen Narragansetterna, men de stod emot angreppen. Stammarna i området som ännu inte införlivats blev så rädda för Moheganerna att de kallade dem för "pequoter", vilket betyder förgörare. Sassacus antog sedan detta stamnamn.

### 1600-1700
Det fanns en underhövding som var missnöjd med hur Sassacus styrde stammen, och det var Uncas. Han samlade de andra missnöjda underhövdingar och deras anhängare, och sedan bröt han sig ur stammen och bildade en ny stam. Denna stam återtog det gamla stamnamnet Mohegan. Eftersom Sassacus varken ville veta av engelsmän eller dessa utbrytare, uppstod det en bitter maktkamp mellan honom och Uncas. Uncas gick så långt att han sålde delar av pequoternas land till engelsmännen. Sassacus blev förstås ursinnig och sände ut små grupper av krigare på räder mot moheganerna. Uncas inbjöd då engelsmännen och pequoternas ärkefiender narragansetter till ett krig mot pequoterna 1637 (det så kallade pequotkriget). Det lyckades så till den grad att pequoterna nästan gick under helt som stam.

### 1700-2000
Runt sekelskiftet 1800-1900 fanns det runt ett femtiotal pequoter.

## Berömda hövdingar
- Sassacus, överhövdingen som skapade pequotstammen.
- Uncas, var från början underhövding men bröt sig sedan ut.

## Pequot i kulturen
Herman Melville gav valfångaren i sin bok Moby Dick namnet Pequod. Fartyget var hemmahörande på Nantucket, nära stammens traditionella bosättningsområde.